# Crepidotus muscigenus
Crepidotus muscigenus är en svampart som beskrevs av Velen. 1947. Crepidotus muscigenus ingår i släktet rödmusslingar och familjen Inocybaceae.   Inga underarter finns listade i Catalogue of Life.